# Thinet
La société Thinet (groupe Vinci) fut une société de travaux publics et d'immobilier. Elle fut au centre de l'affaire Thinet, volet oublié de l'affaire Elf qui se déroula en 1991 à Issy-les-Moulineaux, dans les Hauts-de-Seine.
1. 1 2  Sirene (registre national des sociétés).